# Primula geraniifolia
Primula geraniifolia là một loài thực vật có hoa trong họ Anh thảo. Loài này được Hook. f. miêu tả khoa học đầu tiên năm 1882.